# 乘风破浪 (1957年电影)
《乘风破浪》是一部1957年的中国电影。影片由上海江南电影制片厂出品，上海电影制片公司监制，孙瑜与蒋君超合导。影片为表现新中国第一代海轮女驾驶员林幼华而制作，黄音扮演女主角梁璎，中叔皇扮演男主角马骏。